# Chanson d'une jeunesse sans repos

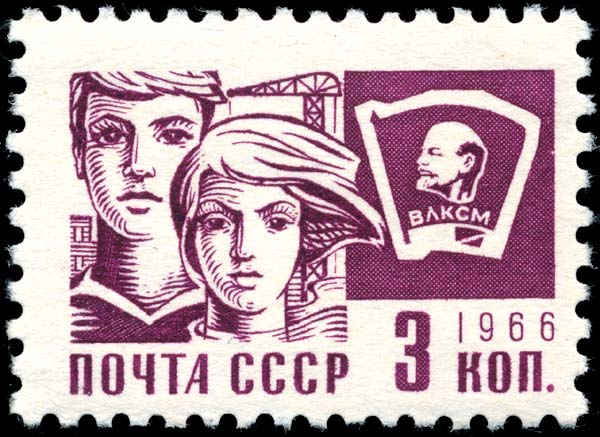
Timbre soviétique représentant des Komsomols.

La Chanson d'une jeunesse sans repos (ou « anxieuse », ou « en alerte » ; en russe, Песня о тревожной молодости, Piesnia o trevojnoï molodosti), aussi connue sous le nom de ses vers marquants, « Notre devoir est simple » (Забота наша простая…, Zabota ou nas prostaïa) ou encore « Et la neige, et le vent, et le vol des étoiles » (И снег, и ветер, и звёзд ночной полёт…, I snieg, i vietier, i zviozd notchnoï poliot) est une chanson populaire russe soviétique écrite en 1958 par la compositrice Alexandra Pakhmoutova et le poète Lev Ochanine pour le film de Fiodor Filippov (ru) Po tou storonou (ru) (De l'autre côté, По ту сторону). Le film, basé sur le roman du même nom de Victor Kine (ru), raconte la vie difficile des membres du Komsomol soviétique des années 1920. Помимо «Тревожной молодости», Пахмутова написала к картине ещё четыре песни на стихи Ошанина и несколько симфонических фрагментов. En plus de la « jeunesse sans repos », Pakhmoutova a écrit quatre autres chansons pour le film basées sur les poèmes d'Ochanin ainsi que plusieurs fragments symphoniques. La chanson est devenue l'hymne officieux du ministère russe des Situations d'urgence après que le département ait été dirigé par Sergueï Choïgou en 1994.

## Histoire

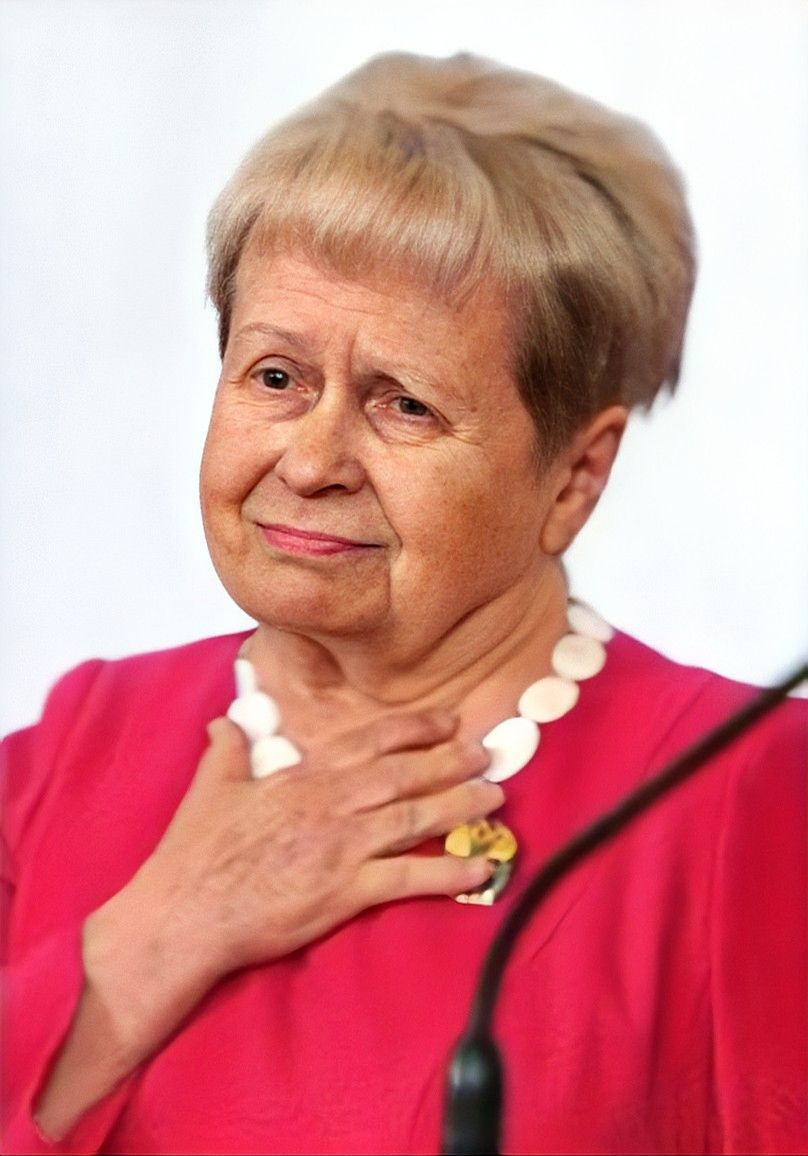
Alexandra Pakhmoutova en 2014.

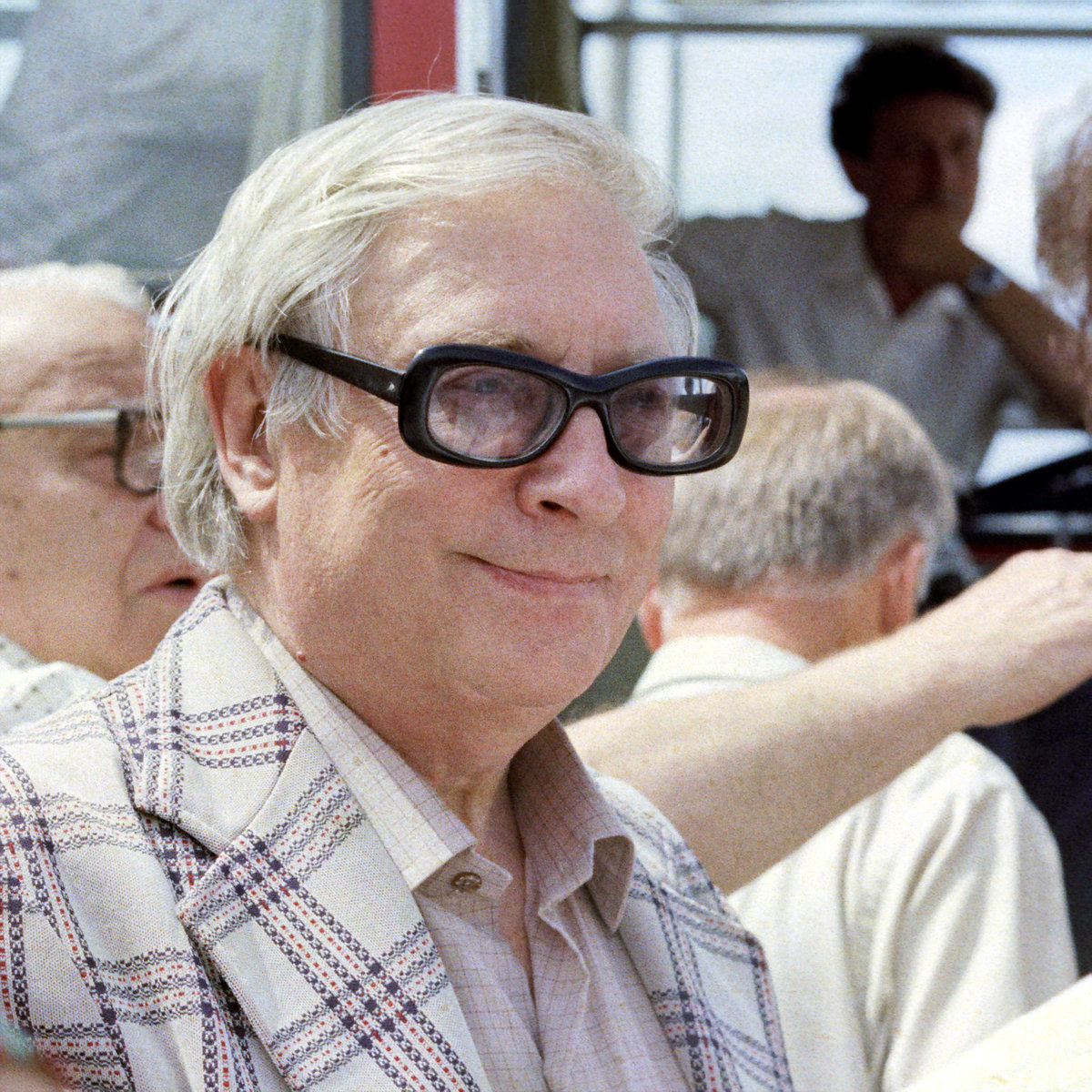
Lev Ochanine en 1981.

Comme le rappelle Alexandra Pakhmoutova, lors du tournage du film, Lev Ochanine apporté des poèmes pour la chanson. Cependant, les paroles peinent à s’intégrer dans la musique du compositeur : les cinq tentatives pour les combiner échouent. Ochanine décide alors de rédiger de nouvelles paroles, « dans lesquels il n'y a ni intonations imposantes, ni répétitions ennuyeuses de vérités communes ». Lors de l'enregistrement au studio de cinéma, le compositeur n'a pris que la dix-septième prise de la composition.
En analysant les caractéristiques musicales de la composition, la chercheuse de l'œuvre de Pakhmoutova Ekaterina Dobrynina y retrouve des similitudes avec la chanson lyrique urbaine Loin au-delà de la rivière (ru) (Там вдали, за рекой, Tam vdali za rekoï), populaire dans les années 1920. Dobrynina attire également l'attention sur le fait que la chanson est « à certains égards est assez proche des œuvres charmantes de Nikita Bogoslovsky (par exemple, sa chanson « Pourquoi ai-je rêvé de toi ? » (Отчего же ты приснилась мне?), entendue dans le film Des destins différents (en)) et de Vasily Solovyov-Sedoy (par exemple avec les paroles de la chanson de V. Solovyov-Sedoy Un soldat a le service d'un soldat (У солдата — солдатская служба!)) ». Selon le compositeur soviétique Dmitri Kabalevski, Pakhmoutova dresse, dans la chanson de la jeunesse sans repos, « une sorte de portrait collectif de notre jeunesse, de ses meilleurs traits civiques, un portrait écrit dans des tons fascinants et romantiques ».
Le poète russe Iouri Koublanovski se rappelle que la nuit précédant les événements de septembre à octobre 1993 à Moscou (en), « des feux de joie brûlaient près de la Maison des Soviets et que, à la lumière de leurs flammes, quelqu'un chantait la chanson de la jeunesse sans repos ».
Le 19 novembre 2001, lors de son concert à Saint-Pétersbourg, le groupe Rammstein a interprété la chanson à la mémoire du musicien Aljoscha Rompe (en), décédé un an plus tôt.
En 2014, à l'initiative du chef d'orchestre Valéry Khalilov, la chanson a été interprétée pour la première fois sous la forme d'une marche militaire lors du défilé du Jour de la Victoire 2014 (en) sur la Place Rouge.

## Principaux interprètes de la chanson
- 1958 - Yuri Puzyrev et Sergei Fedorov dans le film De l'autre côté, et sur le disque du film en 1961[7] ;
- 1959 - Vitaly Kopylov et Vladimir Leonidovitch Matusov[8] ;
- 1960 - Chœurs de l'Armée rouge[9] ;
- 1967 - Youri Gouliaev (ru)[10] ;
- 1982 - Alexeï Pokrovsky dans le film-concert Ma patrie bien-aimée.

En outre, la chanson a été interprétée en solo par Yossif Kobzon, Nikolai Rastorguev, Alexander Buinov, le chœur du monastère Sretensky, le chœur d'hommes Peresvet et d'autres encore. Elle a également été traduite en allemand et interprétée par les ensembles militaires de la RDA,.

## Au cinéma
La chanson est entendue dans les films suivants :
- De l'autre côté : la chanson est chantée par les personnages dans le train et dans la scène finale du film, et le thème musical est entendu comme refrain tout au long du film ;
- Il était une fois un vieux et une vieille : c'est la chanson préférée du vieil homme, entendue à la veillée du protagoniste ;
- J'ai vingt ans : est chantée dans l'une des scènes ;
- Les Anges de la Révolution : chanté dans la scène finale du film ;
- Luna Park : entendue à plusieurs reprises dans le film ;
- Le territoire : résonne dans les scènes finales du film ;
- L'amour au pays des bouleaux (ru) : interprétée dans la série télévisée vietnamienne du même nom.